# زارانجولو
الزارانجولو (بالإنجليزية:Zarangollo) هو طبق شائع في ريف مورسيا في إسبانيا. يُقدم بشكل متكرر في حانات تاباس في المنطقة. يتكون الطبق من بيض مخفوق مع الكوسة والبصل وأحيانًا البطاطا.  تُقَّطع جميع المكونات إلى شرائح رفيعة جدًا، وتُقلى بزيت الزيتون، ثُمَ تُخلط مع البيض المخفوق. يُقدم الطبق ساخنًا، ويُقدم بشكل عام كمقبلات مصحوبة بالنبيذ، أو كطبق جانبي مع السمك.

## تفاوت
```
تقليديًا، لا يحتوي الزارانجولو على البطاطا، لكنه بدأ في دمجها بشكل افتراضي مع الكوسة. في الوقت الحاضر، من الشائع العثور على الزارانجولو المُجَهز من كلا المكونين.
```